# Нинручей
Нинручей — ручей в России, протекает по территории Кубовского сельского поселения Пудожского района Республики Карелии. Длина ручья — 17 км.

## Общие сведения
Ручей берёт начало из Нинозера и далее течёт преимущественно в западном направлении.
В общей сложности имеет четыре малых притока суммарной длиной 7,0 км.
Устье Нинручья находится в 92 км по левому берегу реки Водлы, впадающей в Онежское озеро.
Населённые пункты на ручье отсутствуют.
Код объекта в государственном водном реестре — 01040100412202000016811.